# Театр (роман)
«Театр» (англ. Theatre) — роман английского писателя Сомерсета Моэма, впервые опубликованный в 1937 году одновременно в Великобритании (издательство Heinemann) и США (издательство Doubleday, Doran).

## Сюжет
Главная героиня романа — Джулия Лэмберт. Ей 46 лет. Она самая знаменитая театральная актриса Англии, жизнь и карьера которой полностью удались. Её муж Майкл, за которого она вышла когда-то по страстной любви, теперь её партнёр и в театральном деле: он совладелец и режиссёр театра «Сиддонс», где играет Джулия. Их сыну Роджеру 18 лет, они сумели обеспечить ему обучение в Итоне. Несмотря на всё ещё значительное социальное расслоение в английском обществе, Джулия принята в высшем свете, лорд Чарльз Тамерли — её старинный поклонник. Другая её поклонница, Долли де Фриз — представительница финансовых кругов, совладелица театра, обожающая Джулию на протяжении многих лет.
Но постепенно жизнь Джулии перестаёт её устраивать: на сцене, казалось, она уже сделала всё, что могла, творческого импульса она не чувствует; с годами она разлюбила Майкла, он же даже не может понять этого. Неожиданно для самой себя Джулия начинает роман с бедным бухгалтером Томасом Феннелом, который моложе её на 25 лет. Джулия влюбляется и с головой окунается в охватившее её чувство. Она одаривает возлюбленного, приближает его к своей семье, знакомит с сыном Роджером, выходит с Томом в свет, иногда вовсе забывает о приличиях. Постепенно Джулия замечает, что отношения с Томом ударили по её репутации, о них судачат в обществе и, что самое неприятное, в основном, из-за его тщеславия: Том, благодаря связям семьи Лэмберт-Госселин находит множество богатых клиентов как бухгалтер-консультант, перестает зависеть от Джулии финансово и начинает посматривать на сторону...
Джулия вынуждена посмотреть правде в глаза. Она признаётся себе, что Том её не любит, страсть его осталась в прошлом, а Джулия была для него в первую очередь лишь пропуском в мир богемы и аристократии. Её любовные переживания начали сказываться на уровне её игры, на что прямо указывает Майкл, хотя и не догадывается, что послужило причиной к такому падения уровня. Наконец, Том увлекается молодой актрисой Эвис Крайтон, и, благодаря расположению Майкла, устраивает её в театр «Сиддонс». Самым болезненным для влюблённой женщины становится то, что это не просто интрижка: Том собирается чуть ли не жениться на молоденькой бездарной актрисе... Ещё одним ударом для Джулии становится откровенное признание её сына, что актёрство в семье его родителей отняли у него веру в Бога и доверие к матери: он считает, что она давно играет не только на сцене, но и в реальной жизни и вся соткана из обрывков ролей, поэтому истинных чувств от знаменитых строк драматургов отличить не может...
Пережив бурю эмоций, Джулия, как сильная и мудрая женщина справляется с чувствами к Тому. Джулия решает взять реванш и вернуть себе своё достоинство и утвердиться профессионально. Она не мешает Майклу дать роль Эвис Крайтон, даже слегка подталкивает его к тому, чтобы помочь этой бездарности, намекая, что Эвис плохо играет, так как влюблена в режиссёра... Но в вечер премьеры Джулия виртуозно убивает дебют Эвис вместе с её карьерой, что видит весь Лондон, а также Том, который тут же забывает об Эвис и снова готов упасть к её ногам.
В миг наивысшего триумфа, Джулия решает не идти на приём у Долли, а тайно отправиться в ресторан и отпраздновать сытным ужином и пивом (роскошь для всегда находящейся на диете актрисы) свою победу. В конце романа Джулия находит ответ сыну Роджеру: «Весь мир и есть театр. А настоящая жизнь - лишь на сцене».

## Экранизации
- «Очаровательная Джулия[англ.]» — фильм 1962 года, в главной роли — Лилли Палмер.
- «Театр» — советский фильм 1978 года, главная роль — Вия Артмане.
- «Театр» — фильм 2004 года, в главной роли — Аннетт Бенинг; фильм номинирован на «Оскар» в 2005 году в категории «Лучшая актриса» и получил премию «Золотой глобус» в категории «Лучшая актриса — комедия или мюзикл».